# Luke Browning
Luke Browning (Kingsley, Reino Unido; 31 de enero de 2002) es un piloto de automovilismo británico. Es miembro de la Academia de pilotos de Williams desde 2023. Fue campeón de los campeonatos de F4 Británica en 2020 y GB3 en 2022, tercero en la ADAC Fórmula 4 en 2021, y resultó ganador del Gran Premio de Macao de 2023. En 2023 y 2024 compitió en el Campeonato de Fórmula 3 de la FIA con Hitech Pulse-Eight, resultando tercero en este último año, equipo con el que participa en el Campeonato de Fórmula 2 de la FIA de 2025. 

## Carrera

### Campeonato Júnior Saloon Car
En 2016, Browning hizo su debut en las carreras de coches, compitiendo en el Campeonato Junior Saloon Car en el Reino Unido. Ganó una carrera y recibió el título de "Corredor adolescente del año 2016 de Henry Surtees", habiendo terminado noveno en su primer año en una competición de deportes de motor.

### Campeonato Ginetta Junior

#### 2017
Para 2017, el británico pasó al Campeonato Ginetta Junior con Richardson Racing. Lo más destacado de la temporada de Browning terminaría siendo una pole position que obtuvo en la segunda carrera de Silverstone y se ubicó undécimo en la clasificación.

#### 2018
En la temporada siguiente, Browning permaneció en Richardson Racing. Su temporada empezó fuerte, con tres victorias tras cuatro carreras. Sin embargo, en el transcurso de la temporada, Browning finalmente perdió ante el dúo Elite Motorsport formado por Louis Foster y el eventual campeón Adam Smalley. Browning anotó suficientes puntos para ganar el campeonato teniendo en cuenta Oulton Park, pero perdió su victoria en la carrera 1 debido a una infracción mecánica. Luego ganó la carrera 2 de manera dramática por 11 segundos. Al final, Browning terminó en tercera posición después de una temporada muy igualada con un total de ocho victorias y diez podios más.

### Fórmula 4

#### 2019
Browning avanzó al Campeonato de F4 Británica en 2019 y permaneció una vez más con Richardson Racing. Browning ganó su primera carrera de monoplazas en la carrera inaugural de la temporada, en un Brands Hatch muy mojado. Habiendo comenzado la carrera desde un humilde décimo lugar después de problemas con el motor en la clasificación, hizo un recorrido similar en la carrera 2 de condiciones mixtas, solo para chocar con Zane Maloney en la última curva de la última vuelta. Browning tomó la bandera a cuadros primero, pero luego fue relegado a la tercera posición después de una penalización de diez segundos. El británico se sumó a esa cuenta con una victoria en el circuito de Thruxton.[10] Esa victoria resultaría ser la última del año, a pesar de cruzar la línea primero en Snetterton. Sin embargo, una penalización posterior a la carrera debido a una salida adelantada lo dejaría tercero al final. Concluyó la temporada con un triple podio en Brands Hatch. Browning acabó sexto en el campeonato, con dos victorias y nueve podios.

#### 2020
En 2020, Browning se mudó a Fortec Motorsport para su temporada de lucha por el título de la F4 británica, junto con Rafael Villagómez y Roberto Faria durante partes de la temporada. La temporada fue memorable por la reñida batalla por el título entre Browning y Zak O'Sullivan de Carlin. La pareja intercambió victorias casi todos los fines de semana, siendo la ronda en Thruxton la única excepción. En las dos primeras rondas, Browning obtuvo cuatro segundos puestos, pero fue en Oulton Park donde completaría un barrido limpio. Continuó su forma en Knockhill, consiguiendo dos victorias más y un podio. Sin embargo, no volvería a ganar hasta la penúltima ronda en Snetterton, en la que O'Sullivan había acortado la diferencia de puntos. A pesar de ganar en la primera carrera, O'Sullivan ganó las dos siguientes, lo que significó que ambos llegaron a la ronda decisiva del título empatados por puntos, en Brands Hatch. Browning consiguió una doble pole en mojado, aumentando sus posibilidades de título y también ganando la primera carrera. Incluso con O'Sullivan ganando la carrera final, la carrera se detuvo a mitad de camino y se otorgaron medios puntos, lo que significa que Browning sería coronado campeón con una ventaja de sólo cuatro puntos. Obtuvo siete victorias, seis poles y dieciséis podios.

#### 2021

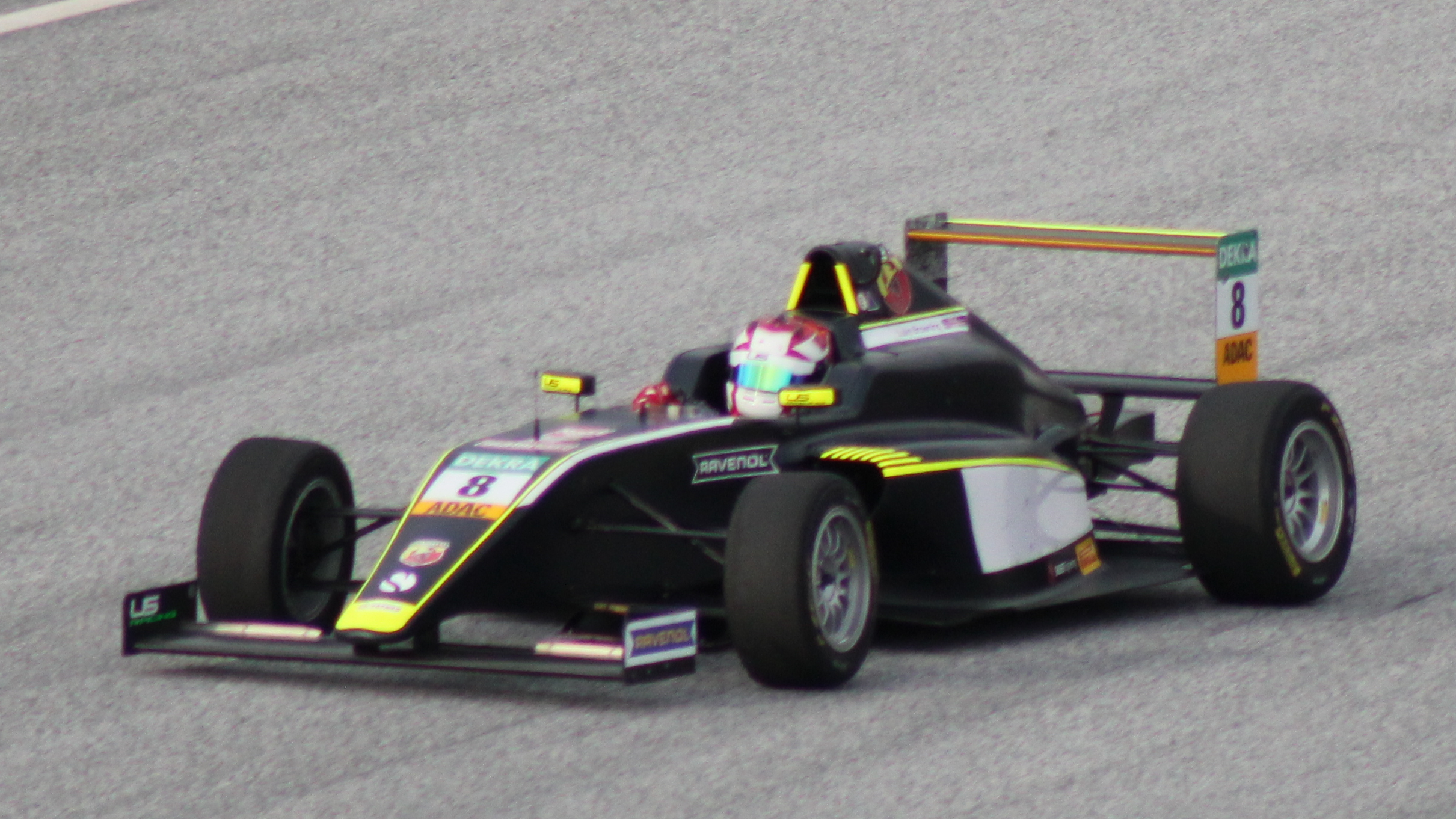

Para 2021, Browning se mudó a Europa continental para competir en ADAC Fórmula 4 con US Racing. Comenzó fuerte en el Red Bull Ring y obtuvo una victoria en la tercera carrera. Browning consiguió un doble podio en las rondas 3 y 4, tanto en Hockenheimring como en Sachsenring. En la segunda ronda de Hockenheimring, volvió a conseguir su segunda victoria en la carrera final, después de haber mantenido a raya a Joshua Dufek en las últimas vueltas agonizantes. Terminó la temporada en Nürburgring con otro doble podio, colocándolo tercero en la general del campeonato, detrás de Tim Tramnitz y el campeón Oliver Bearman.
Browning también participó en la primera ronda del Campeonato de Italia de Fórmula 4, obteniendo un segundo lugar en el Circuito Paul Ricard. Este resultado lo colocó en el puesto 15 en la clasificación general.

### Fórmula Regional
Durante la pretemporada de 2023, Browning se unió a Hitech Grand Prix para la segunda y tercera ronda del Campeonato de Fórmula Regional de Medio Oriente de 2023.

### Fórmula 3

#### 2021
El 9 de septiembre de 2021, Browning anunció que debutaría en el Campeonato GB3 en Oulton Park. Conduciendo para el equipo ganador del título del año anterior, Browning experimentó un fin de semana lleno de acontecimientos en la temporada 2021. Habiendo terminado su primera carrera en la categoría en segundo lugar, solo detrás del dominante Zak O'Sullivan, Browning superó a este último en el exterior de la primera curva y ganó la segunda carrera. Se vio envuelto en un incidente inevitable en la carrera 3 con parrilla inversa completa y se retiró poco después.

#### 2023
El 1 de marzo de 2023, solo dos días antes de que comenzara la temporada, Hitech anunció el fichaje de Browning, completando finalmente su lista de Fórmula 3 para la próxima temporada.

### Fórmula E
En 2023, Browning participará en la prueba de pilotos novatos en Berlín con el NEOM McLaren Formula E Team.

## Resumen de carrera
| Temporada | Categoría                                       | Equipo                    | Carreras          | Victorias         | Poles             | VR                | Podios            | Puntos            | Pos.              |
| --------- | ----------------------------------------------- | ------------------------- | ----------------- | ----------------- | ----------------- | ----------------- | ----------------- | ----------------- | ----------------- |
| 2016      | Campeonato Júnior Saloon Car                    | MADE Motorsport           | 18                | 1                 | 1                 | 2                 | 3                 | 116               | 9.º               |
| 2017      | Campeonato Ginetta Junior                       | Richardson Racing         | 26                | 0                 | 1                 | 0                 | 0                 | 210               | 11.º              |
| 2017      | Campeonato Júnior Saloon Car                    | MADE Motorsport           | 1                 | 0                 | 0                 | 0                 | 0                 | 1                 | 23.º              |
| 2018      | Campeonato Ginetta Junior                       | Richardson Racing         | 26                | 8                 | 3                 | 8                 | 18                | 648               | 3.º               |
| 2019      | Campeonato de F4 Británica                      | Richardson Racing         | 30                | 2                 | 2                 | 1                 | 9                 | 268.5             | 6.º               |
| 2020      | Campeonato de F4 Británica                      | Fortec Motorsport         | 26                | 7                 | 6                 | 7                 | 16                | 412.5             | 1.º               |
| 2021      | Campeonato de Italia de Fórmula 4               | US Racing                 | 3                 | 0                 | 0                 | 1                 | 1                 | 27                | 15.º              |
| 2021      | ADAC Fórmula 4                                  | US Racing                 | 18                | 2                 | 0                 | 2                 | 8                 | 220               | 3.º               |
| 2021      | Copa Drexler Automotive Fórmula 4               | US Racing                 | 2                 | 2                 | ?                 | 1                 | 2                 | 50                | 3.º               |
| 2021      | Campeonato GB3                                  | Fortec Motorsport         | 3                 | 1                 | 0                 | 0                 | 1                 | 35                | 25.º              |
| 2022      | Campeonato de EAU de Fórmula 4                  | Hitech Grand Prix         | 8                 | 0                 | 0                 | 0                 | 1                 | 64                | 11.º              |
| 2022      | Campeonato GB3                                  | Hitech Grand Prix         | 24                | 5                 | 5                 | 8                 | 13                | 507               | 1.º               |
| 2023      | Campeonato de Fórmula Regional de Medio Oriente | Hitech Grand Prix         | 6                 | 0                 | 0                 | 0                 | 0                 | 8                 | 26.º              |
| 2023      | Campeonato de Fórmula 3 de la FIA               | Hitech Pulse-Eight        | 18                | 0                 | 0                 | 0                 | 1                 | 41                | 15.º              |
| 2023      | Gran Premio de Macao                            | Hitech Pulse-Eight        | 1                 | 1                 | 1                 | 1                 | 1                 | N/A               | 1.º               |
| 2024      | Campeonato de Fórmula 3 de la FIA               | Hitech Pulse-Eight        | 20                | 2                 | 2                 | 2                 | 3                 | 128               | 3.º               |
| 2024      | Campeonato de Fórmula 2 de la FIA               | ART Grand Prix            | 6                 | 0                 | 0                 | 0                 | 0                 | 7                 | 26.º              |
| 2024      | Fórmula 1                                       | Williams Racing           | Piloto de pruebas | Piloto de pruebas | Piloto de pruebas | Piloto de pruebas | Piloto de pruebas | Piloto de pruebas | Piloto de pruebas |
| 2025      | Campeonato de Fórmula 2 de la FIA               | Hitech TGR                | Disputándose      | Disputándose      | Disputándose      | Disputándose      | Disputándose      | Disputándose      | Disputándose      |
| 2025      | Fórmula 1                                       | Atlassian Williams Racing | Piloto de pruebas | Piloto de pruebas | Piloto de pruebas | Piloto de pruebas | Piloto de pruebas | Piloto de pruebas | Piloto de pruebas |
| Fuente:   |                                                 |                           |                   |                   |                   |                   |                   |                   |                   |

## Resultados

### Campeonato de Italia de Fórmula 4
(Clave) (negrita indica pole position) (cursiva indica vuelta rápida)

| Año  | Equipo    | 1   | 1   | 1   | 2   | 2   | 2   | 3   | 3   | 3   | 4   | 4   | 4   | 5   | 5   | 5   | 6   | 6   | 6   | 7   | 7   | 7   | Pos. | Puntos |
| ---- | --------- | --- | --- | --- | --- | --- | --- | --- | --- | --- | --- | --- | --- | --- | --- | --- | --- | --- | --- | --- | --- | --- | ---- | ------ |
| 2021 | US Racing | LEC | LEC | LEC | MIS | MIS | MIS | VLL | VLL | VLL | IMO | IMO | IMO | RBR | RBR | RBR | MUG | MUG | MUG | MNZ | MNZ | MNZ | 15.º | 27     |
| 2021 | US Racing | 10  | 2   | 6   |     |     |     |     |     |     |     |     |     |     |     |     |     |     |     |     |     |     | 15.º | 27     |

### ADAC Fórmula 4
(Clave) (negrita indica pole position) (cursiva indica vuelta rápida)

| Año  | Equipo    | 1   | 1   | 1   | 2   | 2   | 2   | 3    | 3    | 3    | 4   | 4   | 4   | 5    | 5    | 5    | 6   | 6   | 6   | Pos. | Puntos |
| ---- | --------- | --- | --- | --- | --- | --- | --- | ---- | ---- | ---- | --- | --- | --- | ---- | ---- | ---- | --- | --- | --- | ---- | ------ |
| 2021 | US Racing | SPI | SPI | SPI | ZAN | ZAN | ZAN | HOC1 | HOC1 | HOC1 | SAC | SAC | SAC | HOC2 | HOC2 | HOC2 | NÜR | NÜR | NÜR | 3.º  | 220    |
| 2021 | US Racing | 7   | 5   | 1   | 4   | 9   | 6   | 3    | 3    | 6    | 3   | 2   | 7   | 5    | 5    | 1    | Ret | 2   | 3   |      |        |

### Campeonato de Fórmula Regional de Medio Oriente
(Clave) (negrita indica pole position) (cursiva indica vuelta rápida puntuable)

| Año  | Equipo            | 1    | 1    | 1    | 2    | 2    | 2    | 3    | 3    | 3    | 4    | 4    | 4    | 5   | 5   | 5   | Pos. | Puntos |
| ---- | ----------------- | ---- | ---- | ---- | ---- | ---- | ---- | ---- | ---- | ---- | ---- | ---- | ---- | --- | --- | --- | ---- | ------ |
| 2023 | Hitech Grand Prix | DUB1 | DUB1 | DUB1 | KUW1 | KUW1 | KUW1 | KUW2 | KUW2 | KUW2 | DUB2 | DUB2 | DUB2 | YMC | YMC | YMC | 26.º | 8      |
| 2023 | Hitech Grand Prix |      |      |      | 7    | 9    | 20   | 15   | 14   | Ret  |      |      |      |     |     |     | 26.º | 8      |

### Campeonato de Fórmula 3 de la FIA
(Clave) (negrita indica pole position) (cursiva indica vuelta rápida puntuable)

| Año  | Escudería          | 1   | 1   | 2   | 2   | 3   | 3   | 4   | 4   | 5   | 5   | 6   | 6   | 7   | 7   | 8   | 8   | 9   | 9   | 10  | 10  | Pos. | Puntos | Ref.   |
| ---- | ------------------ | --- | --- | --- | --- | --- | --- | --- | --- | --- | --- | --- | --- | --- | --- | --- | --- | --- | --- | --- | --- | ---- | ------ | ------ |
| 2023 | Hitech Pulse-Eight | SAK | SAK | MEL | MEL | MON | MON | BAR | BAR | SPI | SPI | SIL | SIL | BUD | BUD | SPA | SPA | MNZ | MNZ |     |     | 15.º | 41     | [ 12 ] |
| 2023 | Hitech Pulse-Eight | Ret | 5   | 17  | 8   | 8   | 4   | 2   | Ret | 11  | 22  | 14  | Ret | 16  | 12  | 8   | 23  | DSQ | 18  |     |     | 15.º | 41     | [ 12 ] |
| 2024 | Hitech Pulse-Eight | SAK | SAK | MEL | MEL | IMO | IMO | MON | MON | BAR | BAR | SPI | SPI | SIL | SIL | BUD | BUD | SPA | SPA | MNZ | MNZ | 3.º  | 128    | [ 13 ] |
| 2024 | Hitech Pulse-Eight | 15  | 1   | 28  | 4   | 26† | 4   | 8   | 3   | 12  | 5   | 11  | 1   | 24  | 8   | 8   | 12  | 12  | 6   | 6   | 20  | 3.º  | 128    | [ 13 ] |

### Campeonato de Fórmula 2 de la FIA
(Clave) (negrita indica pole position) (cursiva indica vuelta rápida puntuable)

| Año   | Escudería      | 1   | 1   | 2   | 2   | 3   | 3   | 4   | 4   | 5   | 5   | 6   | 6   | 7   | 7   | 8   | 8   | 9   | 9   | 10  | 10  | 11  | 11  | 12  | 12  | 13  | 13  | 14  | 14  | Pos. | Puntos | Ref.   |
| ----- | -------------- | --- | --- | --- | --- | --- | --- | --- | --- | --- | --- | --- | --- | --- | --- | --- | --- | --- | --- | --- | --- | --- | --- | --- | --- | --- | --- | --- | --- | ---- | ------ | ------ |
| 2024  | ART Grand Prix | SAK | SAK | YED | YED | MEL | MEL | IMO | IMO | MON | MON | BAR | BAR | SPI | SPI | SIL | SIL | BUD | BUD | SPA | SPA | MNZ | MNZ | BAK | BAK | LUS | LUS | YMC | YMC | 26.º | 7      | [ 14 ] |
| 2024  | ART Grand Prix |     |     |     |     |     |     |     |     |     |     |     |     |     |     |     |     |     |     |     |     |     |     | 11  | 7   | 11  | 15  | 6   | 15  | 26.º | 7      | [ 14 ] |
| 2025* | Hitech TGR     | MEL | MEL | SAK | SAK | YED | YED | IMO | IMO | MON | MON | BAR | BAR | SPI | SPI | SIL | SIL | SPA | SPA | BUD | BUD | MNZ | MNZ | BAK | BAK | LUS | LUS | YMC | YMC | 3.º  | 6      | [ 15 ] |
| 2025* | Hitech TGR     | 3   | C   |     |     |     |     |     |     |     |     |     |     |     |     |     |     |     |     |     |     |     |     |     |     |     |     |     |     | 3.º  | 6      | [ 15 ] |

- * Temporada en progreso.

### Fórmula 1
(Clave) (negrita indica pole position) (cursiva indica vuelta rápida)

| Año     | Escudería                 | 1   | 2   | 3   | 4      | 5   | 6   | 7   | 8   | 9   | 10  | 11  | 12  | 13  | 14  | 15  | 16  | 17  | 18  | 19  | 20  | 21  | 22  | 23  | 24     | Pos. | Puntos |
| ------- | ------------------------- | --- | --- | --- | ------ | --- | --- | --- | --- | --- | --- | --- | --- | --- | --- | --- | --- | --- | --- | --- | --- | --- | --- | --- | ------ | ---- | ------ |
| 2024    | Williams Racing           | BHR | ARA | AUS | JPN    | CHN | MIA | EMI | MON | CAN | ESP | AUT | GBR | HUN | BEL | NED | ITA | AZE | SIN | USA | MEX | SÃO | LVG | QAT | ABU TD |      |        |
| 2025    | Atlassian Williams Racing | AUS | CHN | JPN | BHR TD | ARA | MIA | EMI | MON | ESP | CAN | AUT | GBR | BEL | HUN | NED | ITA | AZE | SIN | USA | MEX | SÃO | LVG | QAT | ABU    |      |        |
| Fuente: |                           |     |     |     |        |     |     |     |     |     |     |     |     |     |     |     |     |     |     |     |     |     |     |     |        |      |        |